# Plan horizontal (aéronautique)
Pour les articles homonymes, voir plan horizontal (homonymie).

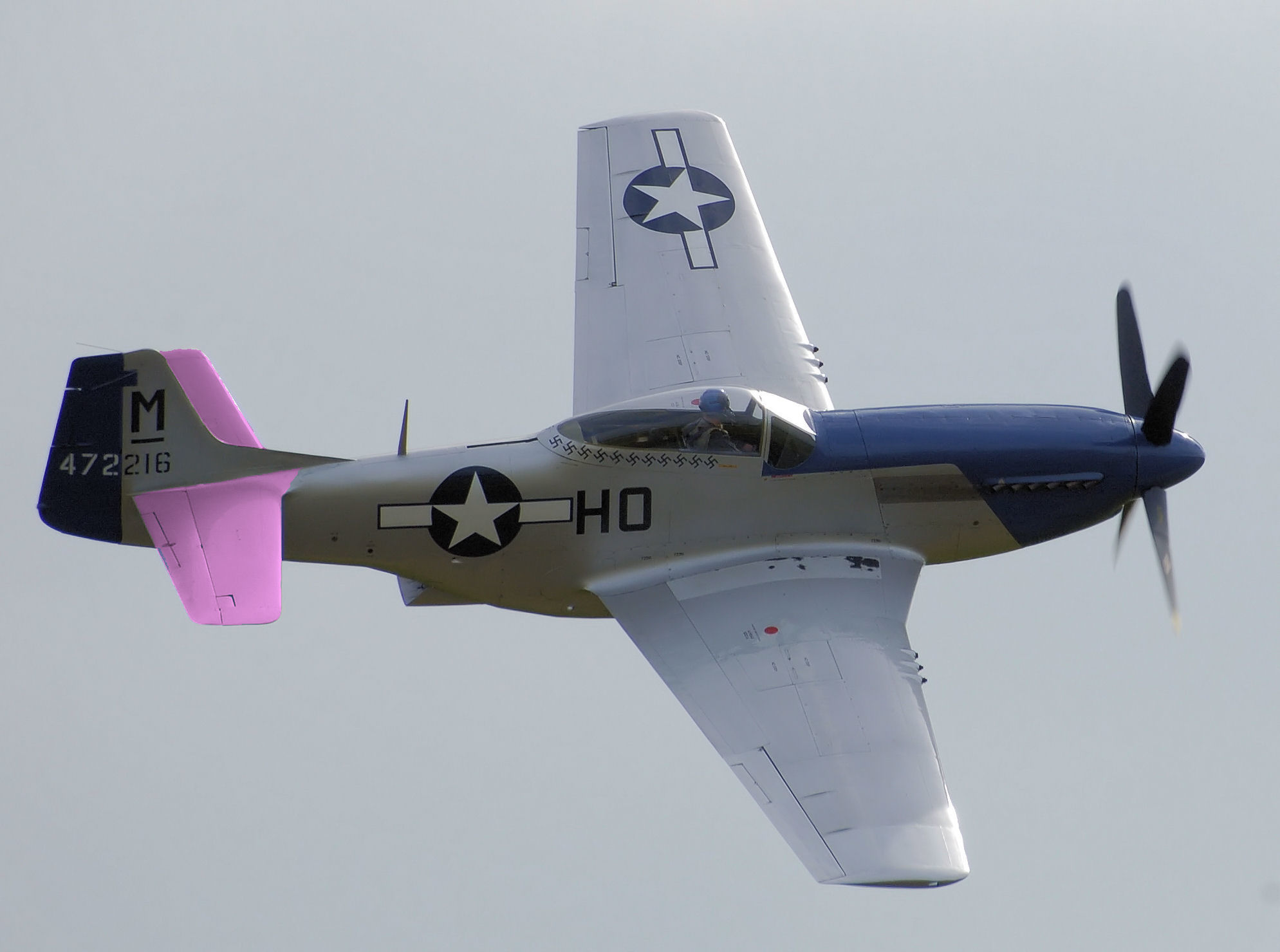
Plan horizontal d'un P-51 Mustang (coloré en rose).

Le plan horizontal est la partie horizontale de l'empennage d'un avion ou d'un hélicoptère. Cette partie de l'aéronef assure la stabilité et le contrôle sur l'axe de tangage.
- La profondeur comporte le plus souvent (sur un empennage classique) une partie fixe solidaire de la cellule, le « plan fixe », et une partie mobile, la « gouverne de profondeur ».
- Sur des empennages classiques, la gouverne de profondeur peut inclure en elle une autre partie mobile, plus petite et servant à compenser le tangage : le compensateur. Ces compensateurs sont de petits volets de bord de fuite, asservis au débattement de leur gouverne principale : les compensateurs de la profondeur compensent le tangage, les compensateurs des ailerons compensent le roulis et les compensateurs de la gouverne de direction compensent le lacet.
- Les anglicismes sont parfois utilisés parmi les aviateurs francophones : la compensation est ainsi appelée « trim » et les compensateurs sont alors appelés les « trim tabs ».
- La profondeur peut aussi être totalement mobile, avec ou sans compensateurs, constituant de la sorte un empennage dit « monobloc » (en anglais, « stabilator »), fréquent sur les avions de chasse.
- Le « tab » peut servir de « trim » de profondeur et de compensateur d'effort (« trim-tab »). Il peut aussi servir non pas à compenser (diminuer) les efforts de commande mais au contraire à les augmenter (« anti-tab »).